# Завалинская волость
Завалинская волость — историческая административно-территориальная единица в составе Покровского уезда Владимирской губернии.

## История
В середине XII — начале XIII веков территория принадлежала Ростово-Суздальскому княжеству.

## Населённые пункты
По данным на 1905 год из книги Список населённых мест Владимирской губернии в Завалинскую волость входили следующие населённые места:
- Беречино (село, при нём усадьба Аверьяновых и лесная сторожка Т-ва Кольчугина)
- Белавки (село)
- Володино
- Городец (при деревне мельница Ловченко)
- Давыдково
- Дмитриевский погост
- Журавлиха
- Завалино (село, при нём усадьба Ненароковых)
- Запажье
- Зиновьево (село)
- Киреевка
- Конюшино
- Копанец
- Косковка (при деревне лесная сторожка Микулина)
- Кудрявцево (село, при нём усадьба и лесная сторожка Микулина)
- Лопыри (при деревне лесная сторожка Микулина; располагалась близ деревни Пантелеево, в настоящее время не существует)
- Льгово
- Лялина усадьба при сельце Иванькове
- Микляиха (близ деревни хутор Кудинова)
- Натальино
- Новая (при деревне лесная сторожка Ненарокова)
- Новоселка (при деревне мельница Балина)
- Павликово
- Пантелеево (сельцо, при нём усадьба Ловченко)
- Поддубки (сельцо)
- Поздняково
- Слугино
- Собино
- Софоново
- Стенки (сельцо, при нём усадьба Петрова)
- Тюхтово
- Ульяниха
- Шустино

## Волостное правление
По данным на 1900 год: волостной старшина — Василий Степанович Фирсов, писарь — Дмитрий Петрович Мокеев.
По данным на 1910 год: волостной старшина — Василий Назаров, писарь — Пётр Старухин

## Население
В 1890 году Завалинская волость Покровского уезда включает 8017 десятин крестьянской земли, 31 селение, 876 крестьянских дворов (24 не крестьянских), 5024 душ обоего пола. Административным центром волости было село Завалино.

## Промыслы
По данным на 1895 год жители волости занимались отхожими промыслами (плотники и столяры в основном в Москве, медники, сезонные фабричные рабочие, сапожники, хлебники, портные, слесаря, печники) и местными промыслами (в селе Белавки, деревнях Ульяниха, Журавлиха, Городец и сельце Пантелеево нарезкой плиса; в деревне Шустино производились ленты, которые реализовывались в Москве).